# Tara Morgan
Tara Morgan (Dyer, Indiana; 5 de octubre de 1991) es una actriz pornográfica y modelo erótica estadounidense.

## Biografía
Tara Morgan nació en octubre de 1991 en una granja de la pequeña ciudad rural de Dyer, situada en el estado de Indiana, siendo la segunda de cuatro hijos. A los ocho años de edad se mudó a Scottsdale, en Arizona, donde asistió al instituto y formó parte del equipo dedicado a elaborar el periódico escolar, del de atletismo y del de cheerleaders.
Cumplida la mayoría de edad comenzó a bailar en distintos clubes de Arizona para mudarse a Las Vegas, donde una de sus hermanas estudiaba. Allí continuó bailando hasta mudarse a Los Ángeles, ciudad en la que gracias a su primer agente entró en contacto con el circuito profesional y debutó, en 2014, a los 23 años de edad, como actriz pornográfica.
Desde sus primeras escenas, Tara Morgan se ha especializado en las producciones de sexo lésbico, si bien ella se ha expresado abiertamente en diversas entrevistas que es bisexual. Como actriz, ha trabajado para productoras especializadas en la temática lésbica, como Web Young, Girls Gone Wild, Reality Kings, Filly Films, Girlfriends Films, Elegant Angel, Fantasy Massage, AMK Pictures, 	Desire Films, All Girls Massage o Girlsway.
2016 fue su año en el circuito de los premios de la industria, al recibir dos nominaciones en los Premios AVN y otras dos en los Premios XBIZ. En los dos, la respectiva a Artista lésbica del año. También, en los AVN, la de Mejor escena de sexo lésbico en grupo por Turning: A Lesbian Horror Story, y en los XBIZ a Mejor escena de sexo en película lésbica por Lesbian Triangles 30.
Se retiró en 2018 habiendo aparecido en algo más de 90 películas.
Alguno de sus trabajos son Blonde's First Butt, Creepers Family 7, Glamour Solos 5, Here Comes The Bride, I Came For You, Playing With Pussy 2, Pussy Delight 2, Road Queen 32, Sharing The Bed o Wet For Women 2.

## Premios y nominaciones
| Año  | Ceremonia                   | Resultado | Premio                                   | Trabajo                         |
| ---- | --------------------------- | --------- | ---------------------------------------- | ------------------------------- |
| 2015 | Spank Bank Awards           | Ganadora  | Masturbator of the Year                  | —                               |
| 2015 | Spank Bank Awards           | Nominada  | Porn's Next "It" Girl                    | —                               |
| 2015 | Spank Bank Awards           | Nominada  | Pussy of the Year                        | —                               |
| 2015 | Spank Bank Technical Awards | Ganadora  | Clam Crazed Cooze                        | —                               |
| 2016 | Premios AVN                 | Nominada  | Artista lésbica del año                  | —                               |
| 2016 | Premios AVN                 | Nominada  | Mejor escena de sexo lésbico en grupo    | Turning: A Lesbian Horror Story |
| 2016 | Premios AVN                 | Nominada  | Premio fan: Debutante más caliente       | —                               |
| 2016 | Spank Bank Awards           | Nominada  | America's Porn Sweetheart                | —                               |
| 2016 | Spank Bank Awards           | Nominada  | Masturbator of the Year                  | —                               |
| 2016 | Spank Bank Awards           | Nominada  | Most Adorable Slut                       | —                               |
| 2016 | Spank Bank Awards           | Nominada  | Pussy Eating Princess of the Year        | —                               |
| 2016 | Spank Bank Awards           | Nominada  | Pussy of the Year                        | —                               |
| 2016 | Spank Bank Technical Awards | Ganadora  | Cutest Trollop                           | —                               |
| 2016 | Spank Bank Technical Awards | Ganadora  | Your Girlfriend's Favorite Star          | —                               |
| 2016 | Premios XBIZ                | Nominada  | Artista lésbica del año                  | —                               |
| 2016 | Premios XBIZ                | Nominada  | Mejor escena de sexo en película lésbica | Lesbian Triangles 30            |
| 2017 | Premios AVN                 | Nominada  | Premio fan: Culo más épico               | —                               |